# Arthroleptis variabilis
Arthroleptis variabilis es una especie de anfibios de la familia Arthroleptidae.
Habita en Camerún, República Centroafricana, República del Congo, la República Democrática del Congo, Costa de Marfil, Guinea Ecuatorial, Gabón, Ghana, Guinea, Liberia y Nigeria.
Sus hábitats naturales son bosques tropicales o subtropicales secos y a baja altitud y montanos secos tropicales o subtropicales.
Está amenazada de extinción por la pérdida de su hábitat natural.